# Cseko-tó
A  Cseko-tó (cirill betűkkel Чеко) kis édesvizű tó Szibériában, közel a Köves-Tunguszka folyóhoz. A tavon a Kimcsu folyó folyik át. Közigazgatásilag Oroszország Krasznojarszki határterületéhez, azon belül Evenkiföldhöz tartozik. Ovális alakú tó, 708 m hosszú, 364 m széles és 50 m mély, hossztengelye a Tunguszka irányába mutat. Nevezetességét az adja, hogy 1908 előttről nincs adat róla és közel van – alig 8 km-re – a tunguszkai esemény helyszínéhez, ezért kapcsolatba hozható azzal.
A tunguszkai-eseményhez kapcsolható becsapódási krátert 117 év alatt nem találtak, a Cseko-tó nemrégiben merült fel lehetséges jelöltként. Viszonylag mély, meredek falú, kúphoz hasonló alakú mélyedést tölt ki a víz, amelynek aljzata maximum 50 méterrel süllyed a partszegély alá, kráterperem nem található. A tónak nincs nyoma az 1908 előtti feljegyzésekben – igaz, a területről kevés leírás maradt fenn –, de az első térkép, amely tartalmazza, 1929-es. A térségben lévő egyéb tavak az örökké fagyott talaj miatt lapos aljzatú, sekély, meredek peremmel bíró alakzatok. A Cseko-tó ezekhez képest meglepően mély, kissé elliptikus alakú, amelyet nagyon lapos szögben becsapódó objektum is létrehozhatott.
Az 1961-es vizsgálatok szerint a tó aljzatán felhalmozódott üledék körülbelül 10 méter vastag, ebből azt a következtetést vonták le, hogy a tó kora 5000 évnél több. Ezt az eredményt eddig a fizikai vizsgálatok nem támasztották alá, mindössze 1,8 méter mélységig sikerült mintát venni az üledékből, amelynek alapján a 117 éves kor már elképzelhető. 1991-ben újabb expedíció vizsgálta a tavat. Ekkor 200 kHz-es frekvenciájú ultrahanggal végeztek szondázást (hangradar). Az akusztikus szondák mutatták meg a tó fenekének kúpos alakját is.
A tó keletkezésére három lehetséges magyarázat van: vagy az 1908-as objektum vájta ki, vagy egy másik, korábbi becsapódás. Esetleg semmi köze sincs a becsapódási kráterekhez. Legfőbb ellenérv a tunguszkai eseménnyel való kapcsolata ellen, hogy ezt a jelenlegi álláspontok szerint egy levegőben felrobbanó és megsemmisülő meteorit okozta, ennek nem lehetett olyan nagy darabja, amelyik nyolc kilométerrel odébb háromszáz méternél nagyobb átmérőjű krátert vájjon. Ugyanakkor elképzelhető, hogy a meteorit még a magaslégkörben szétesett és a Cseko-tavat épp a legnagyobb darabja ütötte, míg egy kisebb darabja okozta a megfigyelt pusztításokat. Egyes kutatók rámutattak arra, hogy a tó partján 100 évnél idősebb fák állnak, ami szintén hatásos ellenérv. A Bolognai Egyetem geológusainak 2007–2009-es vizsgálatai viszont izotópok és pollenek alapján a 100 éves kort valószínűsítették. Megerősítették azt, hogy a tómeder nem felel meg a szibériai tavak tipikus morfológiájának, az alak kialakulása nem magyarázható erózióval vagy más tómederképző folyamatokkal. A bolognai expedíció a fák törzséből is vett mintákat, de ezek között egyetlenegyet sem találtak, amely 1908 előtti fára utalt volna.
Nem mindenki ért egyet a következtetésekkel, miszerint az olasz geológusok a krátertavak általános jellegzetességeivel hasonlították a Csekót. De a szerzők azzal érvelnek, hogy bizonyos anomáliákat ezzel lehet magyarázni. Ha feltételezzük, hogy a meteorit anyaga viszonylag puha volt, amely a mocsaras tajgára esett, a hatás sokkal kisebb, mint egyébként lenne.

## Lásd még
- Becsapódási kráter
- Becsapódási kráterek listája
- Ázsiai becsapódási kráterek listája